# Hlinská dolina

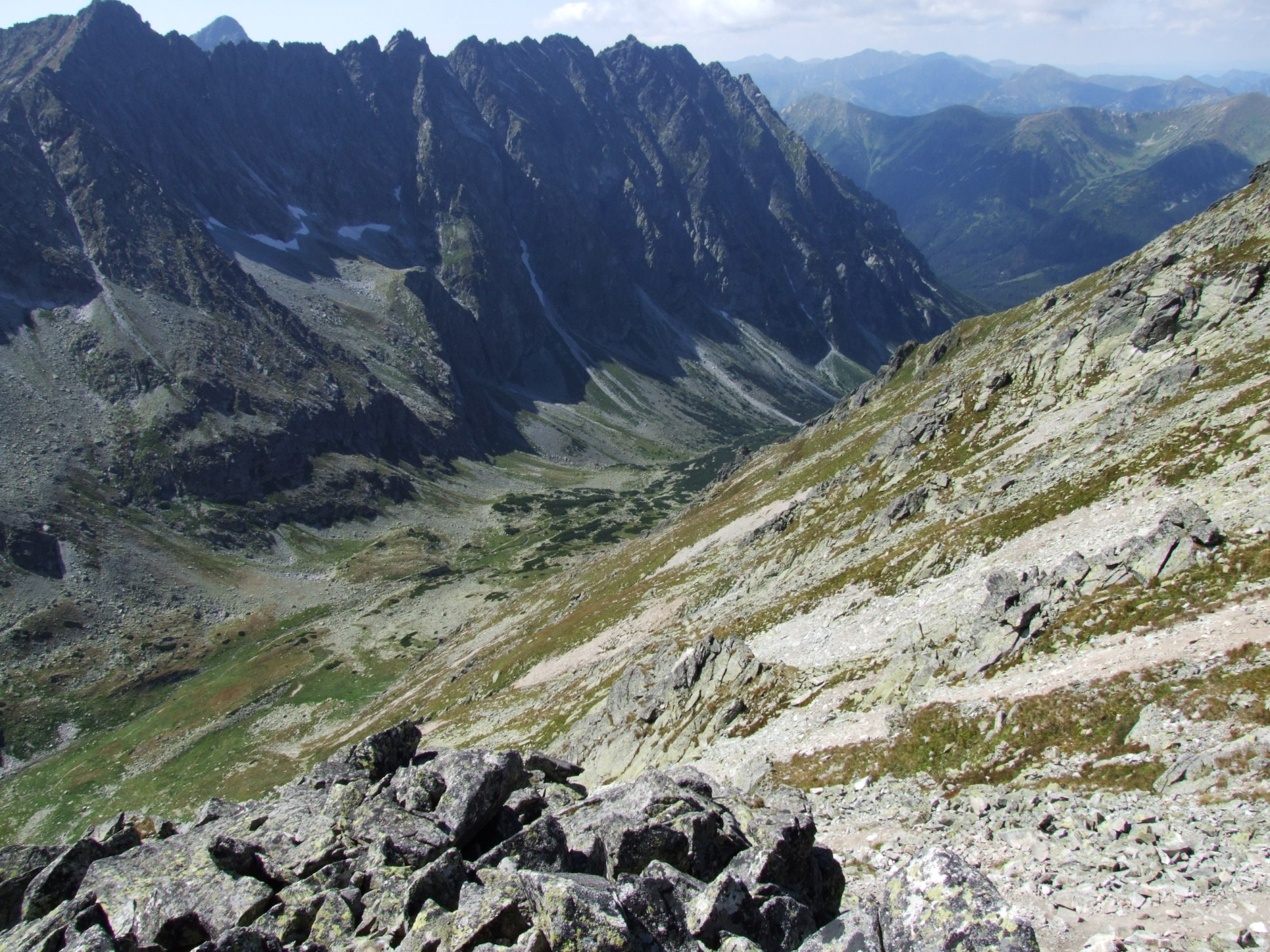
Pohled na horní část Hlinské doliny od Koprova průsmyku

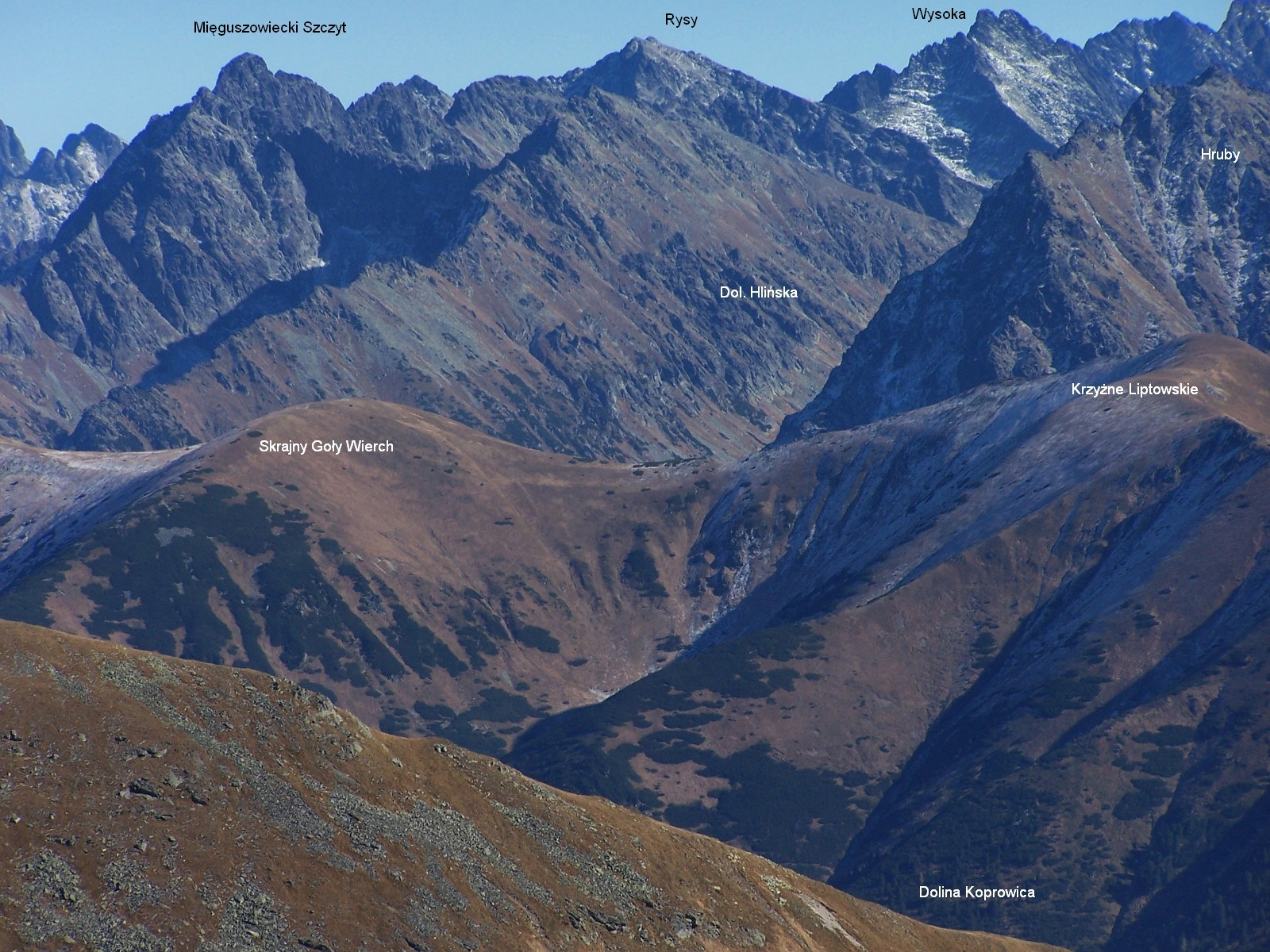
Pohled na Hlinskou dolinu z Blyště

Hlinská dolina je údolí ve slovenské části Vysokých Tater, odbočuje z Koprové doliny.
Protéká jí Hlinský potok. Údolím prochází modře značený turistický chodník z Podbanského, resp. Tří studánek přes Vyšné Kôprovské sedlo (2180 m n. m.) do Mengusovské doliny a dále až na Štrbské Pleso.